# Cape Rouge Peninsula
Cape Rouge Peninsula är en halvö i Kanada.   Den ligger i provinsen Newfoundland och Labrador, i den östra delen av landet, 1 600 km öster om huvudstaden Ottawa.